# James Musa
James Mzamo Musa (Plymouth, 1º aprile 1992) è un calciatore neozelandese, difensore dell'Indy Eleven.

## Carriera

### Club
Ha giocato nella prima divisione australiana ed in quella neozelandese.

### Nazionale
Ha partecipato ai Mondiali Under-20 del 2011 ed ai Giochi Olimpici del 2012. Nel 2014 ha esordito in nazionale maggiore; nel 2017 ha giocato altre 2 partite in nazionale, entrambe nelle qualificazioni ai Mondiali del 2018.

## Statistiche

### Presenze e reti nei club
Statistiche aggiornate al 1 dicembre 2016.
| Stagione               | Squadra                | Campionato             | Campionato | Campionato | Coppe nazionali | Coppe nazionali | Coppe nazionali | Coppe continentali | Coppe continentali | Coppe continentali | Altre coppe | Altre coppe | Altre coppe | Totale | Totale |
| Stagione               | Squadra                | Comp                   | Pres       | Reti       | Comp            | Pres            | Reti            | Comp               | Pres               | Reti               | Comp        | Pres        | Reti        | Pres   | Reti   |
| ---------------------- | ---------------------- | ---------------------- | ---------- | ---------- | --------------- | --------------- | --------------- | ------------------ | ------------------ | ------------------ | ----------- | ----------- | ----------- | ------ | ------ |
| 2010-2011              | Wellington Phoenix     | AL                     | 3          | 0          | -               | -               | -               | -                  | -                  | -                  | -           | -           | -           | 3      | 0      |
| 2011                   | Waitakere City         | NL                     | 21         | 5          | -               | -               | -               | -                  | -                  | -                  | -           | -           | -           | 21     | 5      |
| 2011-2012              | Team Wellington        | NZFC                   | 11+3       | 1+0        | -               | -               | -               | -                  | -                  | -                  | -           | -           | -           | 14     | 1      |
| 2012-gen. 2013         | Fulham                 | PL                     | 0          | 0          | FACup+CdL       | 0+0             | 0               | -                  | -                  | -                  | -           | -           | -           | 0      | 0      |
| gen.-mar. 2013         | Hereford Utd           | FC                     | 15         | 0          | FACup           | -               | -               | -                  | -                  | -                  | -           | -           | -           | 15     | 0      |
| 2013-2014              | Team Wellington        | NZFC                   | 12+3       | 0          | -               | -               | -               | -                  | -                  | -                  | -           | -           | -           | 15     | 0      |
| apr.-lug. 2014         | South Melbourne        | VPL                    | 28         | 1          | -               | -               | -               | -                  | -                  | -                  | -           | -           | -           | 28     | 1      |
| 2014-2015              | Team Wellington        | NZFC                   | 7          | 0          | CNZ             | 1               | 0               | -                  | -                  | -                  | -           | -           | -           | 8      | 0      |
| 2015                   | Saint Louis FC         | USL                    | 24         | 2          | USOC            | 2               | 0               | -                  | -                  | -                  | -           | -           | -           | 26     | 2      |
| nov.-gen. 2016         | Team Wellington        | NZFC                   | 6          | 3          | -               | -               | -               | -                  | -                  | -                  | -           | -           | -           | 6      | 3      |
| Totale Team Wellington | Totale Team Wellington | Totale Team Wellington | 42         | 4          |                 | 1               | 0               |                    | -                  | -                  |             | -           | -           | 43     | 4      |
| 2016 \| Saint Louis FC | USL                    | 27                     | 3          | USOC       | 1               | 0               | -               | -                  | -                  | -                  | -           | -           | 28          | 3      |        |
| Totale Saint Louis     | Totale Saint Louis     | Totale Saint Louis     | 51         | 5          |                 | 3               | 0               |                    | -                  | -                  |             | -           | -           | 54     | 5      |
| Totale carriera        | Totale carriera        | Totale carriera        | 160        | 15         |                 | 4               | 0               |                    | -                  | -                  |             | -           | -           | 164    | 15     |

### Cronologia presenze e reti in nazionale
| Cronologia completa delle presenze e delle reti in nazionale ― Nuova Zelanda | Cronologia completa delle presenze e delle reti in nazionale ― Nuova Zelanda | Cronologia completa delle presenze e delle reti in nazionale ― Nuova Zelanda | Cronologia completa delle presenze e delle reti in nazionale ― Nuova Zelanda | Cronologia completa delle presenze e delle reti in nazionale ― Nuova Zelanda | Cronologia completa delle presenze e delle reti in nazionale ― Nuova Zelanda | Cronologia completa delle presenze e delle reti in nazionale ― Nuova Zelanda | Cronologia completa delle presenze e delle reti in nazionale ― Nuova Zelanda |
| Data                                                                         | Città                                                                        | In casa                                                                      | Risultato                                                                    | Ospiti                                                                       | Competizione                                                                 | Reti                                                                         | Note                                                                         |
| ---------------------------------------------------------------------------- | ---------------------------------------------------------------------------- | ---------------------------------------------------------------------------- | ---------------------------------------------------------------------------- | ---------------------------------------------------------------------------- | ---------------------------------------------------------------------------- | ---------------------------------------------------------------------------- | ---------------------------------------------------------------------------- |
| 30-5-2014                                                                    | Auckland                                                                     | Nuova Zelanda                                                                | 0 – 0                                                                        | Sudafrica                                                                    | Amichevole                                                                   | -                                                                            | 70’                                                                          |
| 1-9-2017                                                                     | Auckland                                                                     | Nuova Zelanda                                                                | 6 – 1                                                                        | Isole Salomone                                                               | Qual. Mondiali 2018                                                          | -                                                                            | 65’                                                                          |
| 5-9-2017                                                                     | Honiara                                                                      | Isole Salomone                                                               | 2 – 2                                                                        | Nuova Zelanda                                                                | Qual. Mondiali 2018                                                          | -                                                                            | 76’                                                                          |
| Totale                                                                       |                                                                              | Presenze                                                                     | 3                                                                            |                                                                              | Reti                                                                         | 0                                                                            |                                                                              |

## Palmarès

### Club

#### Competizioni nazionali
- ASB Charity Cup: 1

Team Wellington: 2014-2015
- Campionato neozelandese: 1

Team Wellington: 2015-2016
- Commissioner's Cup: 1

Phoenix Rising: 2019